# كازو أونو
كازو أونو (باليابانية: 大野一雄؛ بالكانا: おおの かずお) هو مصمم رقص ومدرس ياباني، ولد في 27 أكتوبر 1906 في هاكوداته في اليابان، وتوفي في 1 يونيو 2010 في يوكوهاما في اليابان بسبب فشل تنفسي.

## وصلات خارجية
- كازو أونو على موقع IMDb (الإنجليزية)
- كازو أونو على موقع ميوزك برينز (الإنجليزية)
- كازو أونو على موقع قاعدة بيانات الفيلم (الإنجليزية)
- كازو أونو على موقع كينوبويسك (الروسية)